# Fortunien
| Systeem                                                                                 | Serie        | etage        | Ouderdom (Ma) |
| --------------------------------------------------------------------------------------- | ------------ | ------------ | ------------- |
| Ordovicium                                                                              | Onder        | Tremadocien  | jonger        |
| Cambrium                                                                                | Furongien    | 10e etage    | 485,4–489,5   |
| Cambrium                                                                                | Furongien    | Jiangshanien | 489,5-494     |
| Cambrium                                                                                | Furongien    | Paibien      | 494–497       |
| Cambrium                                                                                | Miaolingien  | Guzhangien   | 497–500,5     |
| Cambrium                                                                                | Miaolingien  | Drumien      | 500,5-504,5   |
| Cambrium                                                                                | Miaolingien  | Wuliuen      | 504,5–509     |
| Cambrium                                                                                | 2e serie     | 4e etage     | 509–514       |
| Cambrium                                                                                | 2e serie     | 3e etage     | 514-521       |
| Cambrium                                                                                | Terreneuvien | 2e etage     | 521-529       |
| Cambrium                                                                                | Terreneuvien | Fortunien    | 529–541,0     |
| Ediacarium                                                                              | Ediacarium   | Ediacarium   | ouder         |
| Indeling van het Cambrium volgens de ICS. Cursieve ouderdommen zijn slechts indicaties. |              |              |               |

Het Fortunien is in de geologische tijdschaal de vroegste tijdsnede (of in de stratigrafie de onderste etage) in het Cambrium. Het Fortunien duurde van 541,0 ± 1,0 tot ongeveer 529 Ma, het is onderdeel van het tijdvak Terreneuvien. Het Fortunien volgt direct op het Proterozoïcum en wordt gevolgd door de nog naamloze tweede tijdsnede in het Cambrium.

## Naamgeving en definitie
Het Fortunien is genoemd naar de rotsen van Fortune Head, net buiten het kustdorp Fortune op het Canadese eiland Newfoundland. In de buurt van Fortune Head bevindt zich ook de golden spike van het Fortunien, die tegelijkertijd de grens tussen het Proterozoïcum (Neoproterozoïcum, Ediacarium) en het Fanerozoïcum (Paleozoïcum, Cambrium) vormt.
De basis van het Fortunien ligt bij het eerste voorkomen van het sporenfossiel Treptichnus (Phycodes) pedum en in de buurt van een grote negatieve δ13C anomalie in koolstofisotopen. De top was in 2012 nog niet vastgelegd.